# Sepp Forcher
Josef „Sepp” Forcher (Róma, 1930. december 17. – Liefering, Salzburg, 2021. december 19.), születésekor bejegyzett nevén Giuseppe Forcher (ejtsd: forher), dél-tiroli gyökerű osztrák rádiós és televíziós műsorvezető, újságíró. Az ORF televízióban 1986 óta rendszeresen sugárzott Klingendes Österreich című népzenei és hagyományőrző műsorsorozat alapító szerkesztője és műsorvezetője. A német nyelvű országokban széles körben ismert és igen népszerű személyiség volt.

## Élete
Joseph (Sepp) Forcher Rómában született, dél-tiroli szülők gyermekeként. Keresztlevelét a fasiszta kormány erőteljes olaszosító programja nyomán Giuseppe névre állították ki. Apja turistaházi gondnokként dolgozott Sextenben, a fiú kisgyermekkorát itt töltötte, igen szerény anyagi körülmények között.
1939-ben Hitler és Mussolini megkötötték a Dél-Tirol-egyezményt, amely választás („opció”) elé állította az 1919-ben Olaszországhoz csatolt területek (Dél-Tirol, Trentino, Friuli és Venezia Giulia tartományok kijelölt településeinek) német, ladin és szlovén lakosságát: elhagyhatták szülőföldjüket és átköltözhettek a Német Birodalom által bekebelezett Ausztriába. Csak az maradhatott szülőföldjén, aki feladta nemzetiségét és anyanyelvét, olasz nevet vett fel és olasznak vallotta magát. A Forcher család az „opciót” választotta. Elhagyták szülőföldjüket, Sextent és Ausztriába költöztek.
1940-től Sepp Forcher Salzburg tartományban, a Pongau járásbeli Werfenweng községben élt. Kemény munkával kereste kenyerét. 1952-ig segédmunkásként dolgozott Kaprunban, a Tauern-vízerőmű építésén. 1952–1955 között hegyi hordárként dolgozott, hátán vitte az ellátmányt a kapruni Heinrich-Schwaiger-turistaházhoz, és a Großglockneren álló Oberwalder-menedékházhoz. Keresetét hegyi ásványok és kristályok gyűjtésével, eladásával egészítette ki. Szenvedélyes hegymászóként feljutott a Matterhornra, a Mont Blanc-ra és a Pireneusok több csúcsára.
1956. június 9-én megnősült. Feleségével, Helenével („Helli”-vel) együtt hegyi turistaházakat üzemeltettek, először a Bergland-házat a pongaui Großarlban. Két fiuk született, 1957-ben Peter és 1959-ben Karl. 1959-től a Forcher házaspár Untersbergben, a Berchtesgadeni-Alpokban a Zeppezauner-házat vezette. 1966-tól több turistaházat vittek Krippenbrunnban, a Dachstein hegységben. 1971-től elnyerték a Salzburg belvárosában működő, városi tulajdonban álló Platzlkeller vezetését. A sörözőben rendezett zenés esték sikerét látva az Osztrák Rádió salzburgi stúdiója 1972-től több népzenei műsort közvetített a sörözőből, Forcher közreműködésével. 1976-ban a családot tragédia sújtotta: idősebb fiuk, Peter autóbalesetben életét vesztette. A szülők feladták vendéglátóipari vállalkozásukat. Az Osztrák Rádió (ORF) mg ugyanebben az évben rendszeres együttműködést ajánlott Forchernek. A következő években Forcher több rendszeres rádióműsort vezetett, amelyek egy-egy ausztriai falu vagy tájegység népzenéjéről, népszokásairól szóltak (Ins Land einischaun, Mit’m Sepp ins Wochenende). Több, mint ezer alkalommal vezette a Mit Musik ins Wochenende című zenei műsort. A helyi rádióadók is igen sok műsort készítettek vele a népi kultúráról, helyi hagyományokról, a falumúzeumok alig ismert kiállításairól. Forcher népszerűsége nőttön-nőtt, az osztrák rádióhallgatók kedvence lett.
1986-től rendszeres rovatot kapott a népszerű Kronen Zeitung bulvárlap salzburgi kiadásában. Ugyanebben az évben indította el az ORF Sepp Forcher önálló zenei televíziós műsorsorozatát, a rendszeres időközökben (jelenleg évente négyszer) jelentkező Klingendes Österreich-et, (címe magyarul kb. „Zenélő Ausztria”). Az első részt 1986. június 10-én sugározták. A következő 25 évben a műsornak csaknem 200 epizódja ment adásba, Forcher személyes moderálásával bemutatva Ausztria és a környező történelmi osztrák területek zenei hagyományait, a települések és tájak szépségeit, mindig sok autentikus helyi népzenével kísérve.
2019 októberében a 90. életéve felé közeledő Forcher bejelentette, hogy a Klingendes Österreich 200. adásával befejezi 35 éven át tartó televíziós moderátori pályáját és nyugállományba vonul. A 200. adást az ORF2 tévécsatorna 2020. március 21-én sugározta. A műsorban Forcher végigvezette a nézőket Ausztria valamennyi tartományának és Dél-Tirolnak legszebb tájain, bemutatta a jelentős műemlékeket, beszélt a hagyományok és a népzene szerepéről a helyi közösségek összetartásában. Megosztotta saját személyes emlékeit, gondolatait, végül elköszönt 35 éven át hűséges nézőitől. A műsor vezetését Hans Knauß vette át.
Visszavonulása után Forcher a feleségével, Helivel együtt Salzburgban, Liefering városrészben élt. Heli 2021. november 28-án meghalt, 65 év házasság után. A megözvegyült Sepp Forcher csak három héttel élte túl felesége elvesztését: 2021. december 19-én, két nappal 91. születésnapja után lieferingi otthonában ő is elhunyt. Alexander Van der Bellen szövetségi elnök megemlékező közleménye szerint „olyan televíziós legendát veszítettünk el, aki közelebb hozta egymáshoz Ausztriát és Dél-Tirolt.”

## Díjai és elismerései
- 1993: televíziós Romy-díj arany fokozata,
- 1999: Salzburg tartomány René Marcic-díja(wd), a sajtóban és médiában nyújtott kiemelkedő munkájáért,
- 2014: a Santa Maria dell’Anima, a német katolikus közösség római egyházi testvériségének tagjává fogadták.

## Televíziós műsorai
- 2000: Der Forcher – Einem Phänomen auf der Spur, dokumentumfilm
- 2012: Stöckl am Samstag, tévésorozat, önmaga
- 2015: Gipfel-Sieg: Der Wille versetzt Berge, tévésorozat, önmaga
- 2016: Erlebnis Österreich, dokumentumfilm-sorozat, önmaga
- 2017: Kulturlandschaft Österreich, dokumentumfilm, önmaga
- 2018: Sepp Forcher – Meine liebsten Orte, dokumentum-filmsorozat, önmaga
- 2015–2018: Erlesen, tévésorozat, önmaga
- 2019: Durch’s Land mit Sepp Forcher, dokumentumfilm, önmaga
- 2019: Zeit.geschichte, dokumentumfilm-sorozat, önmaga
- 1986–2020: Klingendes Österreich, dokumentumfilm-sorozat, önmaga
- 1993–2020: Österreich-Bild, dokumentumfilm-sorozat, önmaga
- 2020: Sepp Forcher – Mein Leben, dokumentumfilm, önmaga
- 2020: Mein Lebensberg – Sepp Focher und der Großglockner, dokumentumfilm, önmaga
- 2020: Goldener Herbst – Legenden reden übers Leben, dokumentumfilm, önmaga
- 2020: Sepp und Helli – Die Forchers ganz persönlich, dokumentumfilm, önmaga

## Művei
- 1996: (társszerzők Franz Meixner, Ilse Simbrunner): Klingendes Österreich, ISBN 3-70250-349-8
- 2004: (társszerző Caroline Kleibel): Nimm dir Zeit. Gedanken von Sepp Forcher, ISBN 3-90240-413-2
- 2005: Ins Herz einig’schaut − Betrachtungen von Tag zu Tag, ISBN 3-85326-374-7
- 2012: Einfach glücklich − Was im Leben wirklich zählt, ISBN 3-85033-600-X
- 2014: Das Glück liegt so nah − Warum wir auf Österreich stolz sein können, ISBN 3-85033-810-X
- 2018: Das Salz in der Suppe − Vom großen Wert der kleinen Dinge, ISBN 978-3-7106-0263-4